# تحضيض
التحضيض في اللغة البعث، وعند أهل العربية طلب الشيء بحث وإزعاج، حيث أن العرض والتحضيض معناهما طلب الشيء، ولكن العرض طلب بلين وتأدب والتحضيض من أنواع الإنشاء.